# Monaster Iwerskiej Ikony Matki Bożej w Samarze
Monaster Iwerskiej Ikony Matki Bożej (Monaster Iwierski) – prawosławny żeński klasztor w Samarze, w eparchii samarskiej Rosyjskiego Kościoła Prawosławnego. Przełożoną monasteru jest ihumenia Joanna (Kapitancewa).

## Historia
Początki żeńskiej wspólnoty monastycznej w Samarze sięgają połowy XIX w. 12 października 1850 powstało zgromadzenie Sióstr Miłosierdzia, mające na celu m.in. przeciwdziałanie mołokanom. Początkowo siedziba zgromadzenia mieściła się przy ulicy Meczetnej (obecnie Samarskiej). Wkrótce – z inicjatywy kupców I. N. Siniagina i M. N. Nazarowa – zgromadzenie otrzymało nową lokalizację, na brzegu Wołgi. Już w grudniu 1850 wzniesiono tam drewnianą kaplicę Kazańskiej Ikony Matki Bożej oraz 8 kelii dla sióstr. Wspólnota liczyła w tym czasie 30 zakonnic, pierwszą przełożoną została Maria Janowa. Działalność zgromadzenia potwierdził dekretem car Aleksander II (12 marca 1855). W latach 50. XIX w. wspólnota otrzymała ponad 1000 dziesięcin ziemi w różnych częściach guberni samarskiej, a także 2 stawy rybne, ogród i sad.
21 sierpnia 1860, ukazem Świątobliwego Synodu Rządzącego, samarska wspólnota Sióstr Miłosierdzia została przekształcona w monaster, który otrzymał nazwę Iwierski (od Iwerskiej Ikony Matki Bożej, podarowanej wspólnocie przez E. S. Marichinę). Wzniesiono cerkwie, budynki mieszkalne i gospodarcze, całość ogrodzono kamiennym murem. Powstały pracownie ikonopisarskie i rękodzielnicze (w tym tkackie i hafciarskie – w 1876 wyszyto tam słynną Chorągiew Samarską). W 1889 przy monasterze otworzono szkołę, w której pobierało naukę ok. 100 dziewcząt.
W czasie I wojny światowej w monasterze zorganizowano szpital polowy oraz przytułek dla sierot, ponadto siostry bezpłatnie szyły odzież na potrzeby wojska. W 1922 władze radzieckie skonfiskowały znajdujące się w klasztorze przedmioty ze srebra i złota, a w 1925 podjęły decyzję o zamknięciu monasteru. Budynki mieszkalne przekazano m.in. na potrzeby browaru, niektóre obiekty (w tym dzwonnicę) zburzono.
Monaster wznowił działalność w 1991. Od tego czasu – dzięki wsparciu finansowemu różnych organizacji oraz prywatnym darczyńcom – trwa odbudowa i renowacja zniszczonych obiektów.

## Galeria

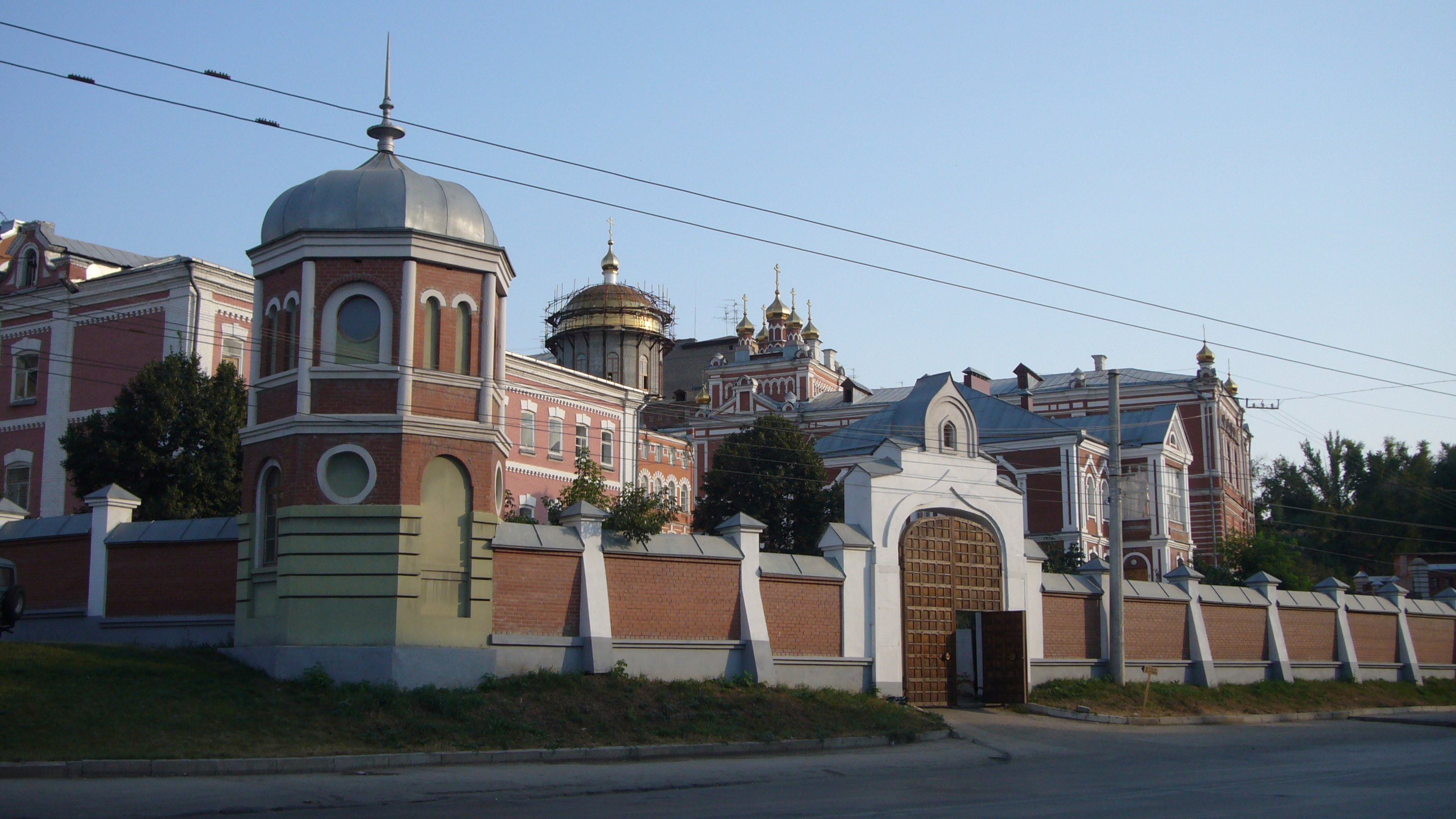
Widok z Wołżańskiego Prospektu
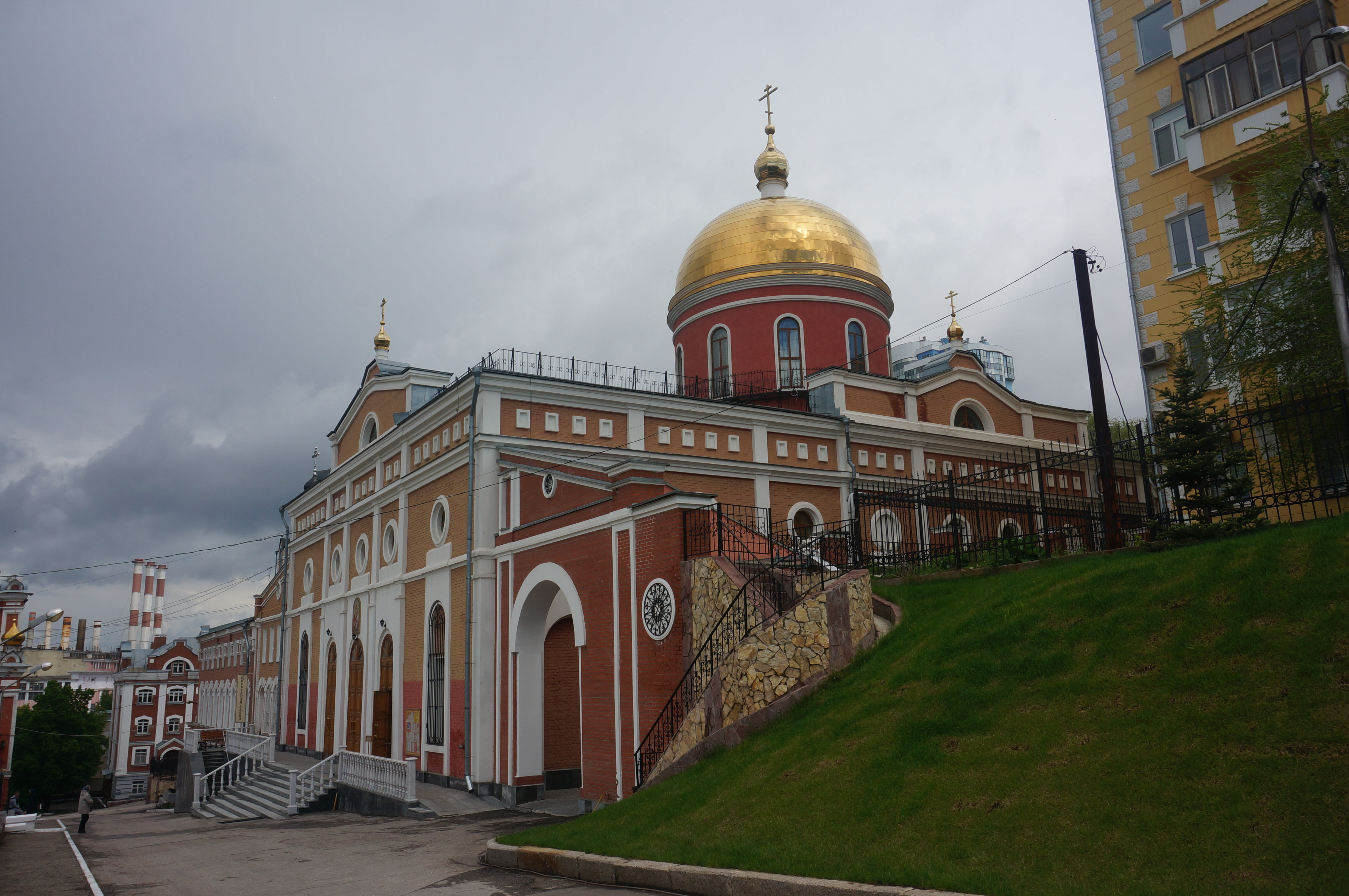
Cerkiew Iwerskiej Ikony Matki Bożej
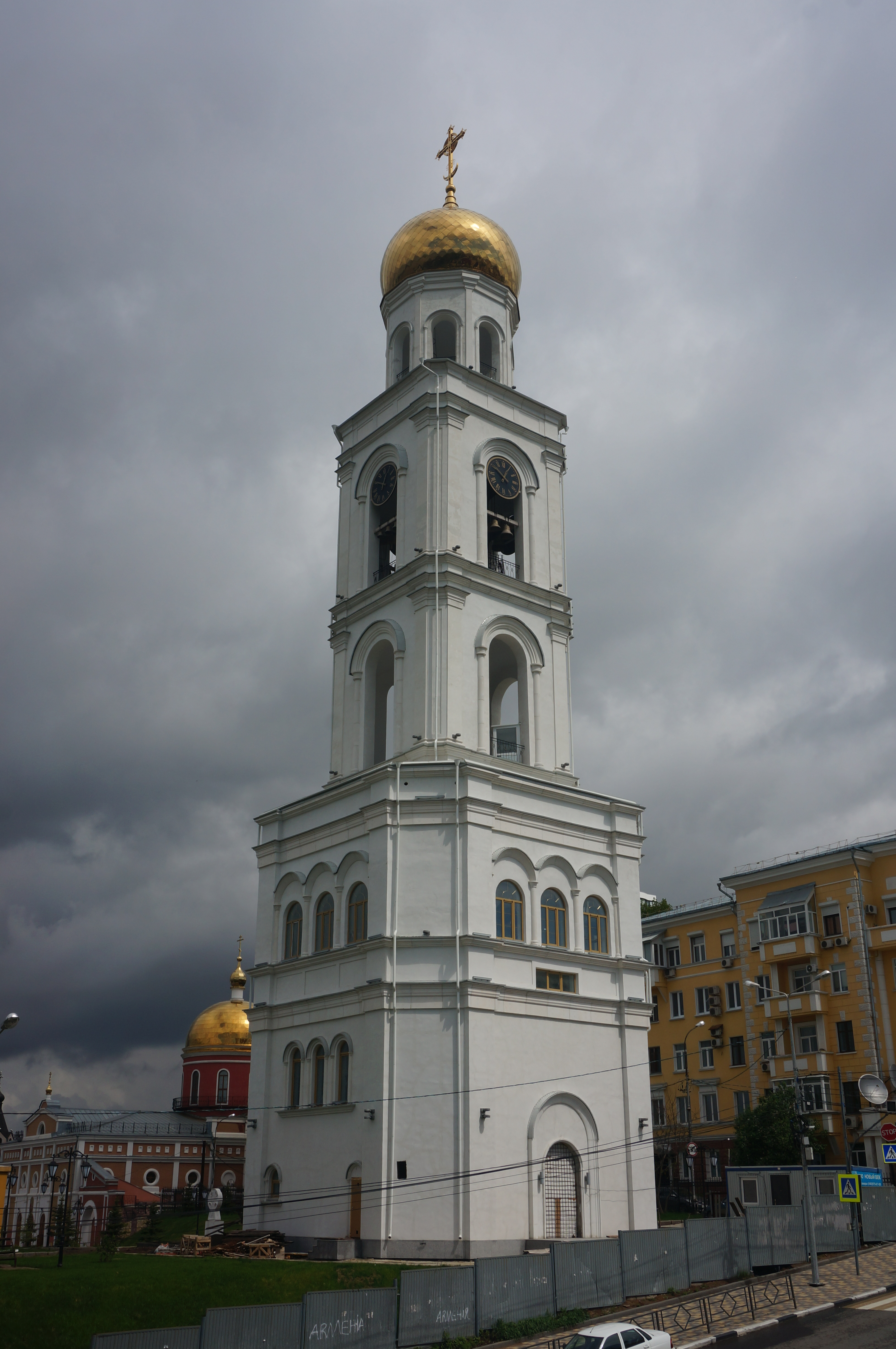
Odbudowana wolnostojąca dzwonnica
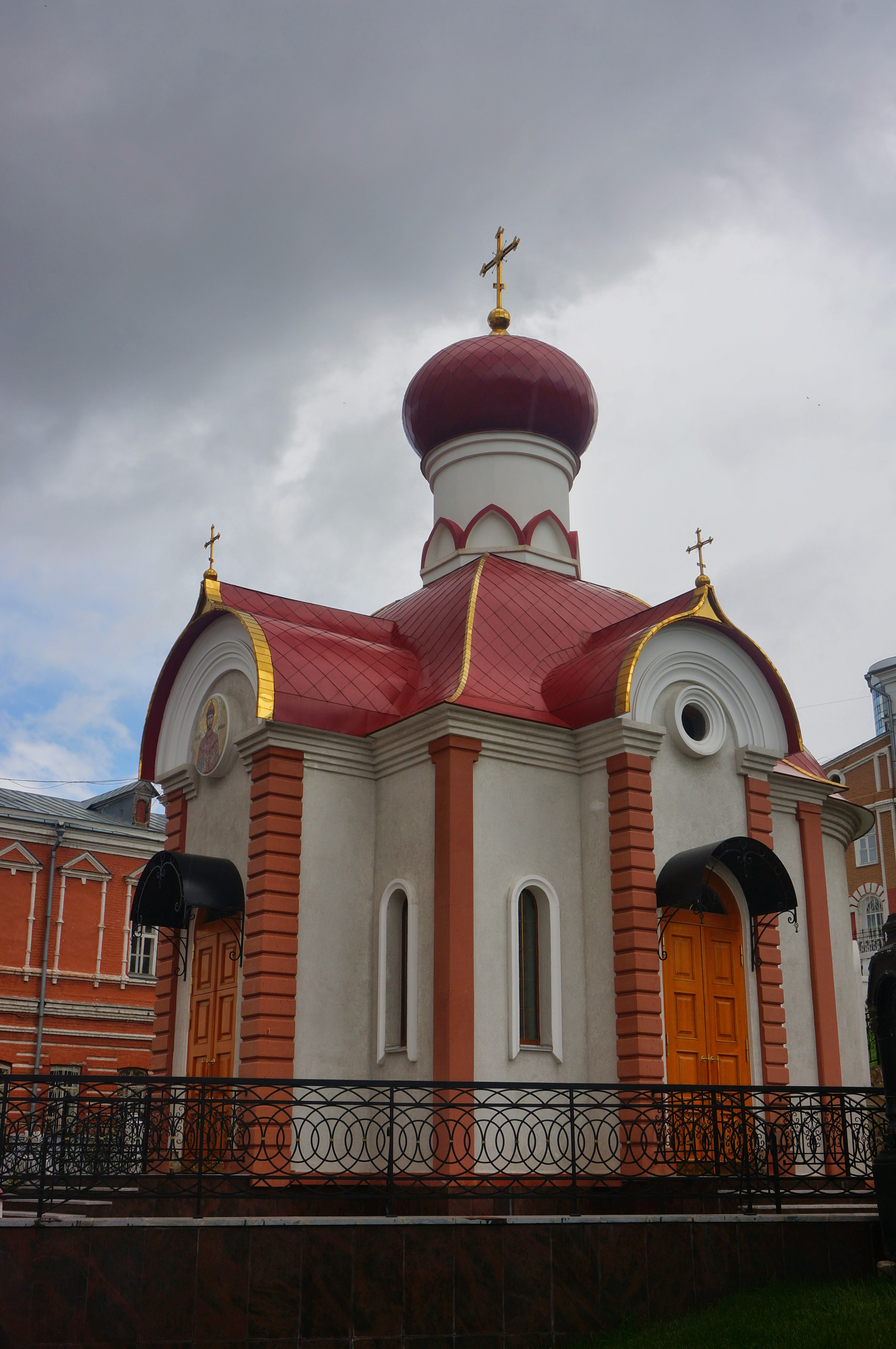
Kaplica Świętych Cierpiętników Carskich
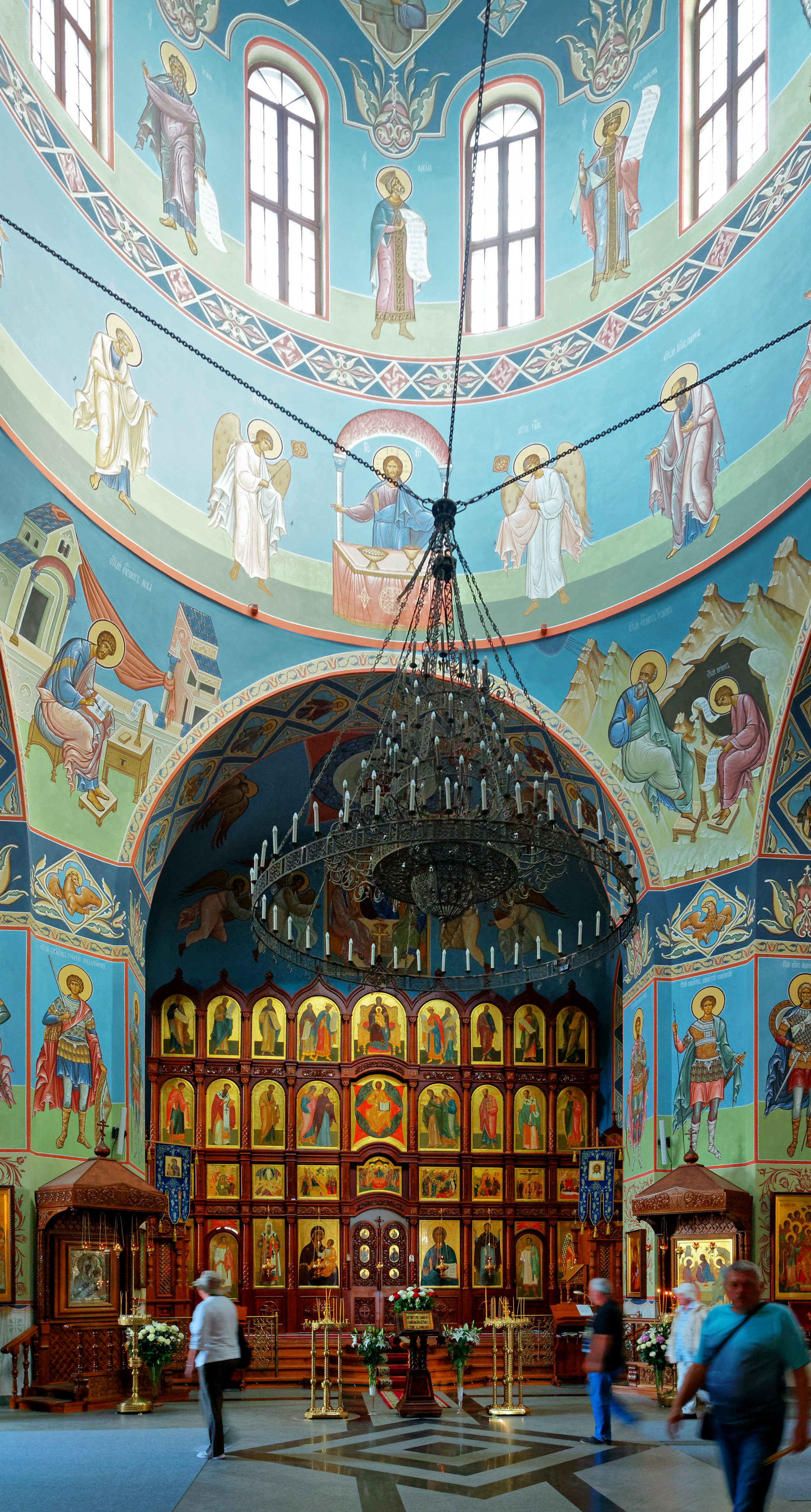
Ikonostas we wnętrzu głównej cerkwi